# Ye Qiaobo
Ye Qiaobo (en chino: 叶乔波; Changchun, 3 de agosto de 1964) es una deportista china que compitió en patinaje de velocidad sobre hielo. 
Participó en dos Juegos Olímpicos de Invierno, obteniendo en total tres medallas, dos platas en Albertville 1992, en los 500 m y 1000 m, y bronce en Lillehammer 1994, en 1000 m.
Ganó tres medallas en el Campeonato Mundial de Patinaje de Velocidad sobre Hielo en Distancia Corta entre los años 1991 y 1993.

## Palmarés internacional
| Juegos Olímpicos                      | Juegos Olímpicos      | Juegos Olímpicos  | Juegos Olímpicos      |
| Año                                   | Lugar                 | Medalla           | Prueba                |
| ------------------------------------- | --------------------- | ----------------- | --------------------- |
| 1992                                  | Albertville (Francia) | Medalla de plata  | 500 m                 |
| 1992                                  | Albertville (Francia) | Medalla de plata  | 1000 m                |
| 1994                                  | Lillehammer (Noruega) | Medalla de bronce | 1000 m                |
| Campeonato Mundial en Distancia Corta |                       |                   |                       |
| Año                                   | Lugar                 | Medalla           | Prueba                |
| 1991                                  | Inzell (Alemania)     | Medalla de plata  | Clasificación general |
| 1992                                  | Oslo (Noruega)        | Medalla de oro    | Clasificación general |
| 1993                                  | Ikaho (Japón)         | Medalla de oro    | Clasificación general |